# Berdsk
Berdsk (en russe : Бердск) est une ville de l'oblast de Novossibirsk, en Russie. C'est une ville satellite de Novossibirsk. Sa population s'élevait à 102 850 habitants en 2021.

## Géographie
Berdsk se trouve dans le sud de la Sibérie occidentale, au confluent de la rivière Berd et de l'Ob, au bord de la rive sud du réservoir de Novossibirsk. Elle est située à 31 km au centre de Novossibirsk et à 2 836 km à l'est de Moscou.

## Histoire

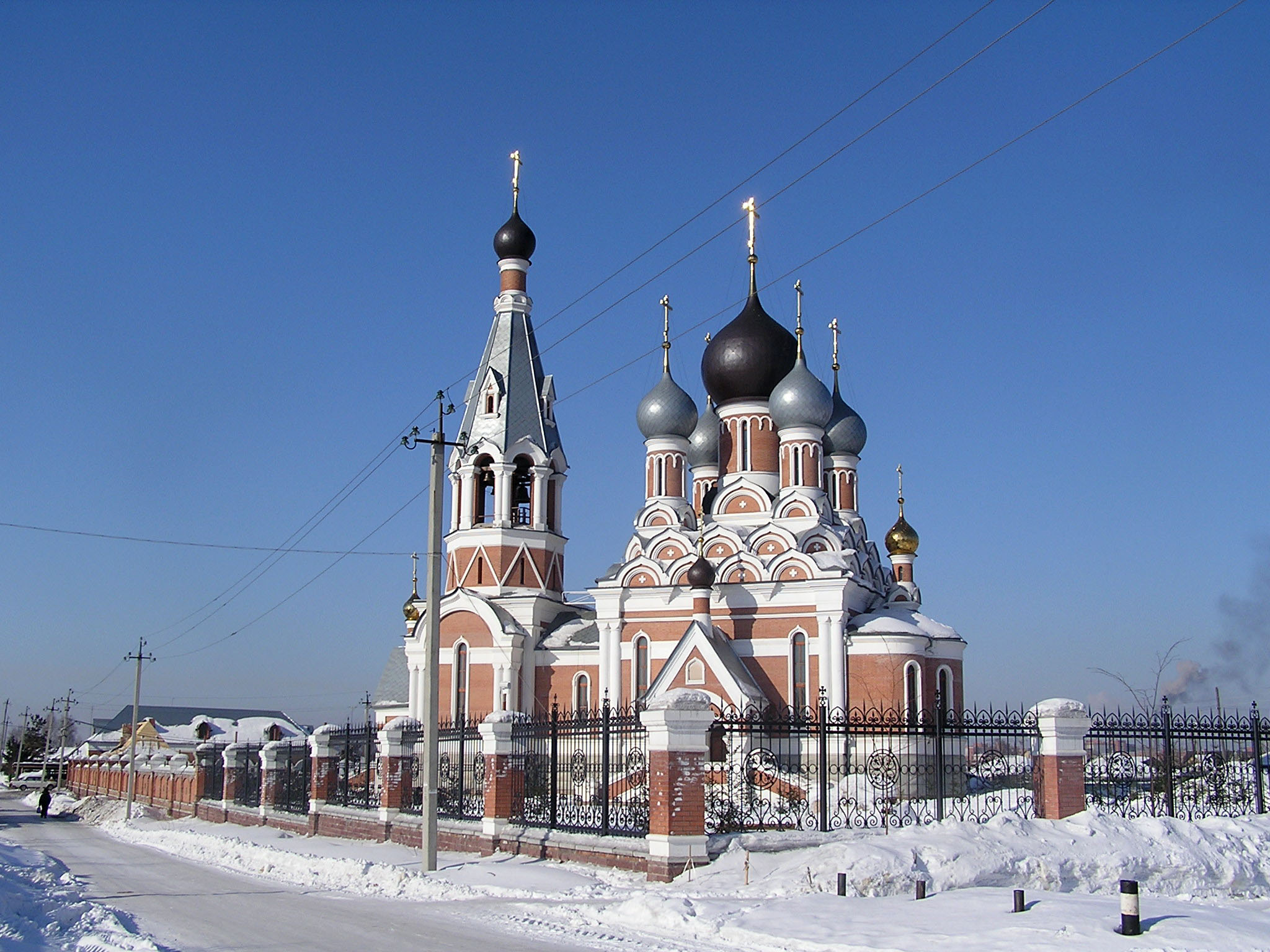
L'église de la Transfiguration à Berdsk.

Les territoires de l'actuel oblast de Novossibirsk ont été peuplés par des paysans russes aux XVIIe et XVIIIe siècles, fuyant le servage. Ils étaient souvent Vieux Croyants ou orthodoxes dissidents, mais aussi des trappeurs ou des aventuriers. À la fin du XVIIIe siècle, le bassin de Berdsk était déjà peuplé de façon significative, avec des villages çà et là.
Un « ostrog », sorte de donjon de bois, et quelques isbas furent construits en 1716 sur un site déjà habité. Son administration dépendait de Kouznetsk. La petite garnison stationnée à l'ostrog de Berdsk était chargée de percevoir le Iassak, tribut versé par les indigènes. On y faisait le commerce de peaux et on y cultivait du blé. La région devint rapidement une zone agricole importante du bassin de l'Ob intérieur, mais elle connut plusieurs révoltes paysannes au XVIIIe siècle, en 1725, 1736 et 1746. À cette époque, Berdsk comptait 433 maisons et 1 582 habitants de sexe masculin. Le commerce et l'artisanat de Berdsk profitèrent de l'aménagement de la route de Sibérie.
Au fil des années, Berdsk devint un centre agricole et commercial significatif de l'ouïezd de Novonikolaïevsk. En 1907, la population du village était de 1 500 habitants et augmenta alors rapidement par l'arrivée de nouveaux colons ; en 1914, il y avait 6 000 habitants. Des moulins et le transport fluvial donnaient de l'activité aux habitants. En 1915, la gare ferroviaire de Berdsk fut construite à 9 km du bourg, sur la ligne de Barnaoul.
En décembre 1917, le pouvoir soviétique s'installa à Berdsk et nationalisa l'activité économique. Quelque temps après, et jusqu'au début de l'année 1920, l'Armée blanche prit le pouvoir dans la région et Berdsk souffrit des combats de la guerre civile.
En 1925, il y avait 4 544 habitants, dont beaucoup travaillaient pour un combinat de boulangerie industrielle, une usine de briques, une scierie, etc. C'est à cette époque que fut ouverte une bibliothèque populaire et que diverses activités sociales furent mises en place. Le bourg reçoit le statut de commune urbaine en 1929. Berdsk souffrit cruellement de la dékoulakisation et de la collectivisation forcée des années 1930.
Bersk devint alors un lieu de repos pour les habitants de Novossibirsk et des établissements de repos furent construits, ainsi que des sanatoriums, au bord de la Berd.
En juin 1941, à la veille de la Seconde Guerre mondiale, il y avait 11 000 habitants et beaucoup partirent sur le front. Berdsk reçut le statut de ville en 1944. Après la guerre, à cause de la construction du réservoir de Novossibirsk, la nouvelle ville de Berdsk s'étendit du côté de la gare ferroviaire, tandis que le reste disparut sous les eaux. La ville a donc été déplacée en amont du confluent en 1957.
Le 9 mai 1980, les autorités municipales inaugurèrent le Parc de la Victoire qui comporte des dizaines d'espèces florales et végétales endémiques.

## Population
Recensements (*) ou estimations de la population
| 1914  | 1925  | 1939*  | 1959*  | 1970*  |
| ----- | ----- | ------ | ------ | ------ |
| 6 000 | 4 544 | 11 018 | 29 021 | 53 162 |

| 1979*  | 1989*  | 2002*  | 2010*  | 2012   |
| ------ | ------ | ------ | ------ | ------ |
| 67 336 | 79 252 | 88 445 | 97 296 | 98 809 |

| 2013    | 2014    | 2015    | 2016    | 2017    |
| ------- | ------- | ------- | ------- | ------- |
| 100 259 | 101 679 | 102 608 | 102 808 | 103 290 |

| 2018    | 2019    | 2020    | 2021    | - |
| ------- | ------- | ------- | ------- | - |
| 103 578 | 104 237 | 104 334 | 102 850 | - |

## Économie
À l'époque soviétique, trois grandes usines furent construites à Berdsk :
- Usine d'appareils audio domestiques Vega (Вега).
- Usine électromécanique Berdski Elektromekhanitcheski zavod ou BEMZ (Бердский электромеханический завод – БЭМЗ) ; fondée en 1959, cette usine fabriquait des équipements mécaniques et électroniques pour la télévision, les télécommunications, la géologie, la géodésie, la météorologie, etc., et employait quelque 10 000 personnes en 1990 et seulement 1 800 en 2010[3]
- Usine chimique Berdski Zavod Biopreparatov ou BZBP (Бердский завод биопрепаратов – БЗБП)

S'y ajoutent quelques entreprises de l'industrie agroalimentaire.